# Ergebnisse der Gemeinderatswahlen in Bozen
Die italienische Stadt Bozen hat seit dem späten 14. Jahrhundert eine korporativ verfasste Stadtverwaltung – aus dieser Zeit sind die Bürgermeister großteils bekannt, es gab aber keine demokratischen Wahlen im modernen Sinn. Ab 1714 sind die Bürgermeister lückenlos bekannt. Im Januar 1922 fanden in Bozen die ersten demokratischen Gemeinderatswahlen statt. Der Gemeinderat wurde bereits im Oktober 1922 aufgelöst. Seit 1995 werden die Wahlergebnisse online gestellt und der Bürgermeister direkt gewählt, der 45-köpfige Gemeinderat setzt sich aus Listen zusammen, die mit einem Bürgermeisterkandidaten verbunden sind. Es gilt das Verhältniswahlrecht. Seit 2016 kommt zusätzlich eine Prozenthürde zum Einsatz, die 3 % für eigenständige Listen und 2,2 % für Listen in einer Wahlverbindung beträgt.

## Gemeinderatswahlen 1922
Die ersten Gemeinderatswahlen fanden im Januar 1922 statt. Julius Perathoner vom Deutschen Verband wurde zum 10. Mal zum Bürgermeister gewählt, die Sozialdemokratische Partei war im Gemeinderat vertreten.
Ergebnis der Gemeinderatswahlen vom Januar:
1. Deutscher Verband: 1944 Stimmen, 27 Gemeinderäte
2. Sozialdemokratische Partei: 687 Stimmen, 6 Mandate
3. italienische Liste: 429 Stimmen, kein Mandat[3]

Der Gemeinderat und der Stadtrat wurde vor dem bzw. beim Marsch auf Bozen im September/Oktober 1922 aufgelöst.

## Gemeinderatswahlen 1948
Bei ersten Gemeinderatswahlen der Nachkriegszeit wurde die Südtiroler Volkspartei zur stärksten Partei, die Democrazia Cristiana wurde zur zweitstärksten Partei. Seit damals stellt die DC, bzw. deren Nachfolgeparteien im Mitte-links-Block mit einer Ausnahme (Giovanni Benussi war vier Wochen Bürgermeister) den Bürgermeister und die SVP den Vizebürgermeister. Bürgermeister wurde der ehemalige Partisan Lino Ziller (DC) und Vizebürgermeister der spätere Landeshauptmann und ehemaliger Leutnant der Wehrmacht Silvius Magnago (SVP).
Ergebnis der Gemeinderatswahlen vom Juli:
1. SVP: 7.646 Stimmen
2. DC: 6.614 Stimmen
3. Socialisti: 3.727 Stimmen
4. Unità socialista: 3.523 Stimmen
5. Comunisti: 2.992 Stimmen
6. MSI: 1.336 Stimmen
7. Repubblicani: 616 Stimmen[4]

## Gemeinderatswahlen 1995
1. Alleanza Nazionale: 18.257 Stimmen, 15 Sitze
2. SVP: 10.643 Stimmen, 9 Sitze
3. Per Bolzano/für Bozen: 10.339  Stimmen, 8 Sitze
4. Forza Italia: 6.196 Stimmen, 5 Sitze
5. Popolari: 3.682 Stimmen, 3 Sitze
6. Projekt Bozen: 1.957 Stimmen, 1 Sitz
7. Patto democratico: 1.421 Stimmen, 1 Sitz
8. Comunisti: 1.401 Stimmen, 1 Sitz
9. Primavera a Bolzano: 1.295  Stimmen, 1 Sitz
10. Andere (ohne Sitz): 3932 Stimmen[5]

## Gemeinderatswahlen 2000
1. Alleanza Nazionale:  12.845 Stimmen, 12 Sitze
2. SVP: 10.190 Stimmen, 9 Sitze
3. Noi per l'Alto Adige: 7.189 Stimmen, 7 Sitze
4. Democratici di Sinistra per Bolzano: 5.326 Stimmen, 5. Sitze
5. verdi-Grüne-Verc: 3.918 Stimmen, 4 Sitze
6. Forza Italia - CCD: 3.769 Stimmen, 4 Sitze
7. Unitalia Movimento per l'Alto Adige: 2.038 Stimmen, 2 Sitze
8. Bolzano Nuova: 1.558 Stimmen, 2 Sitze
9. Partito della Rifondazione Comunista: 1.496 Stimmen, 1 Sitz
10. Projekt Bozen: 1.160 Stimmen, 1 Sitz
11. Gruppo la città: 1.061 Stimmen, 1 Sitz
12. Socialisti Democratici Italiani: 941 Stimmen, 1 Sitz
13. Ladins*:303 Stimmen, 1 Sitz
14. Andere (ohne Sitz): 1890 Stimmen

*die Ladins bekamen als einzige Liste mit ladinischen Kandidaten das letzte Restmandat.

## Gemeinderatswahlen 2005
2005 musste zweimal gewählt werden, weil der gewählte Bürgermeister von Mitte Rechts Giovanni Benussi keine Mehrheit im Gemeinderat erreichen konnte.
Bei der zweiten Wahl verzichtete die SVP auf einen Bürgermeisterkandidaten und unterstütze den im ersten Wahlgang erfolgreichen Kandidaten der Mitte-Links-Parteien Luigi Spagnolli.
Die stärkste Partei wurde überraschend die Südtiroler Volkspartei, die 11 der 50 Mandate errang (+3).

## Gemeinderatswahlen 2010
In den 45-köpfigen Gemeinderat wurden insgesamt 14 Parteien und Gruppierungen gewählt. Die stärkste Fraktion im Gemeinderat stellte mit 10 Mandataren wieder die SVP, da sich der PDL bald in zwei Fraktionen aufspaltete. Nachfolgend findet sich eine Auflistung der im Gemeinderat vertretenen Parteien und Gruppierungen mit den erhaltenen Listenstimmen sowie den Sitzen. Dabei ist zu beachten, dass neben den Listenstimmen für einzelne Kandidaten auch Vorzugsstimmen vergeben werden können, was die abweichende Sitzverteilung erklärt.
- Il Popolo della Libertà 21,5 %, 11 Sitze
- Südtiroler Volkspartei 19,6 %, 10 Sitze
- Partito Democratico 17,2 %, 9 Sitze
- Verdi Grüne Vërc 6,0 %, 3 Sitze
- Casini UDC 5,8 %, 3 Sitze
- Lega Nord 5,5 %, 3 Sitze
- Lista Civica Beppe Grillo 4,1 %, 2 Sitze
- Unitalia 3,6 %, 2 Sitze
- Rifondazione Partito Comunista 2,7 %, 1 Sitz
- Di Pietro Italia dei Valori 2,4 %, 1 Sitz
- Forza Bolzano 2,1 %, 1 Sitz
- Unione per Bolzano 1,5 %, 1 Sitz
- Partito Socialista Italiano 1,4 %, 1 Sitz
- Sinistra Ecologia Libertà con Vendola 1,2 %, 1 Sitz
- Bonino Pannella (Partito Radicale) 0,9 %, 1 Sitz

## Gemeinderatswahlen 2015
Bei den Gemeinderatswahlen 2015 wurden der Partito Democratico und die Südtiroler Volkspartei mit jeweils sieben Gemeinderäten die stärksten Fraktionen. Es folgten die Lega Nord und der MoVimento 5 Stelle mit fünf bzw. vier Vertretern. Generell ist die politische Landschaft durch eine starke Zersplitterung gekennzeichnet: In den 45-köpfigen Gemeinderat wurden 18 verschiedene Parteien und Gruppierungen gewählt. Nachfolgend findet sich eine Auflistung der im Gemeinderat vertretenen Parteien und Gruppierungen mit den erhaltenen Listenstimmen sowie den Sitzen. Dabei ist zu beachten, dass neben den Listenstimmen für einzelne Kandidaten auch Vorzugsstimmen vergeben werden können, was die abweichende Sitzverteilung erklärt.
- Partito Democratico 16,7 %, 7 Sitze
- Südtiroler Volkspartei 15,6 %, 7 Sitze
- Lega Nord Salvini 11,3 %, 5 Sitze
- MoVimento 5 Stelle 10,0 %, 4 Sitze
- Lista Civica per Spagnolli 6,5 %, 3 Sitze
- L’Alto Adige nel cuore con Urzì 6,3 %, 3 Sitze
- Verdi Grüne Vërc 5,1 %, 2 Sitze
- Lista - Liste Benussi 3,7 %, 2 Sitze
- Forza Italia 3,6 %, 2 Sitze
- Io sto con Bolzano 3,4 %, 1 Sitz
- A sinistra per Bolzano con Gallo 3,1 %, 2 Sitze
- CasaPound 2,4 %, 1 Sitz
- Unitalia 2,3 %, 1 Sitz
- Projekt Bozen - noi Bolzano 2,2 %, 1 Sitz
- Fratelli d’Italia - Centrodestra Nazionale 2,1 %, 1 Sitz
- Sinistra Ecologia Libertà con Vendola 2,1 %, 1 Sitz
- Nuovacittà con Duzzi 1,9 %, 1 Sitz
- Partito Socialista Italiano 1,1 %, 1 Sitz

## Gemeinderatswahlen 2016
Bei den Gemeinderatswahlen 2016 wurden der Partito Democratico und die Südtiroler Volkspartei mit neun bzw. acht Gemeinderäten die stärksten Fraktionen. Es folgten der MoVimento 5 Stelle und die Lega Nord mit sechs bzw. fünf Vertretern. In den 45-köpfigen Gemeinderat wurden 10 verschiedene Parteien und Gruppierungen gewählt. Nachfolgend findet sich eine Auflistung der im Gemeinderat vertretenen Parteien und Gruppierungen mit den erhaltenen Listenstimmen sowie den Sitzen. Dabei ist zu beachten, dass neben den Listenstimmen für einzelne Kandidaten auch Vorzugsstimmen vergeben werden können, was die abweichende Sitzverteilung erklärt.
- Südtiroler Volkspartei 17,0 %, 8 Sitze
- Partito Democratico 15,9 %, 9 Sitze
- Movimento Cinque Stelle 12,1 %, 6 Sitze
- Lega Nord Salvini 8,9 %, 5 Sitze
- Il Centrodestra Uniti per Bolzano 7,6 %, 4 Sitze
- CasaPound Italia 6,7 %, 3 Sitze
- Verdi Grüne Vërc Projekt Bozen 6,1 %, 4 Sitze
- Alleanza per Bolzano con Holzmann 5,0 %, 2 Sitze
- Io sto con Bolzano/Für Bozen Gennaccaro Sindaco 4,5 %, 2 Sitze
- Lista Civica/Bürgerliste con/mit Caramaschi 4,4 %, 2 Sitze

## Gemeinderatswahlen 2020
Bei den Gemeinderatswahlen 2020 wurden die Südtiroler Volkspartei, die Lega per Salvini Premier und der Partitio Democratico mit jeweils sieben Gemeinderäten die stärksten Fraktionen. Es folgten Oltre Weiter Zanin und Verdi Grüne Vërc mit fünf Vertretern. Zudem erreichten vier weitere Listen den Einzug. Nachfolgend findet sich eine Auflistung der im Gemeinderat vertretenen Parteien und Gruppierungen mit den erhaltenen Listenstimmen sowie den Sitzen. Dabei ist zu beachten, dass neben den Listenstimmen für einzelne Kandidaten auch Vorzugsstimmen vergeben werden können, was die abweichende Sitzverteilung erklärt.
- Südtiroler Volkspartei 14,8 %, 7 Sitze
- Lega Salvini Premier 13,2 %, 7 Sitze
- Partito Democratico 12,6 %, 7 Sitze
- Oltre Weiter Zanin 10,1 %, 5 Sitze
- Verdi Grüne Vërc 9,2 %, 5 Sitze
- Io sto con Bolzano - Für Bozen Gennaccaro Sindaco Bürgermeister 8,3 %, 4 Sitze
- Giorgia Meloni Fratelli d’Italia 7,7 %, 4 Sitze
- Lista Civica Bürgerliste con mit Caramaschi 7,6 %, 4 Sitze
- Team K 4,1 % 2 Sitze

## Gemeinderatswahlen 2025
Bei den Gemeinderatswahlen 2025 wurden die Südtiroler Volkspartei und die Fratelli d’Italia mit jeweils sieben Gemeinderäten die stärksten Fraktionen. Es folgten La Civica Gennaccaro der Partito Democratico und Oltre Weiter mit jeweils sechs Vertretern. Zudem erreichten sechs weitere Listen den Einzug. Nachfolgend findet sich eine Auflistung der im Gemeinderat vertretenen Parteien und Gruppierungen mit den erhaltenen Listenstimmen sowie den Sitzen. Dabei ist zu beachten, dass neben den Listenstimmen für einzelne Kandidaten auch Vorzugsstimmen vergeben werden können, was die abweichende Sitzverteilung erklärt.
- Südtiroler Volkspartei 16,1 %, 7 Sitze
- Fratelli d’Italia 15,4 %, 7 Sitze
- La Civica Gennaccaro 12,9 %, 6 Sitze
- Partito Democratico 12,6 %, 6 Sitze
- Oltre Weiter Corrarati Sindaco/Bürgermeister 11,7 %, 6 Sitze
- Verdi Grüne Vërc 7,8 %, 4 Sitze
- Team K 7,0 %, 3 Sitze
- Lista Civica Bürgerliste con/mit Juri Andriollo 5,3 %, 2 Sitze
- Lega 5,0 %, 2 Sitze
- Forza Italia 3,1 %, 2 Sitze